# Уколовы, Елена и Валерий
Уко́ловы, Вале́рий Степа́нович (21 декабря 1938, Аркадак — 19 июня 2014, Москва)
и Еле́на Луки́нична (17 февраля 1948, Балашиха) — российские исследователи и исполнители старинного русского романса.

## Биография
Валерий Степанович Уколов в 1962 году окончил с отличием философский факультет Санкт-Петербургского государственного университета.
После университета преподавал философию, эстетику и историю искусства в Челябинском (1961—1963) и Костромском (1963—1979) педагогических институтах.
Кандидат философских наук (1967), тема диссертации — «Идейно-философские основы западного модернизма». Автор ряда статей в журнале «Творчество».
В 1976 году знакомится с будущей супругой — музыковедом Еленой Лукиничной Рыбакиной, переезжает в Москву.
В 1979—1993 годах преподает общественные науки на режиссёрском, актёрском, художественном, сценарном и других факультетах Всесоюзного Государственного института кинематографии имени С. А. Герасимова.
Елена Лукинична Уколова (Рыбакина) с 7 лет училась в Московской музыкальной школе № 1 им. С. С. Прокофьева по классу скрипки. В 1972 году с отличием окончила историко-теоретико-композиторский факультет Музыкальной академии им. Гнесиных по классу профессора М. С. Пекелиса. В 1970 году её музыковедческие работы получили первую премию на студенческом конкурсе и были опубликованы. Прошла обучение в аспирантуре этой же академии на кафедре истории музыки.
Кандидат искусствоведения (1988), тема диссертации — «Эпические традиции в советской симфонической музыке 1950-70-х годов» (научные руководители — профессора М. С. Пекелис и И. Я. Рыжкин). Автор монографий, статей в сборниках и в журналах «Советская музыка», «Музыкальная жизнь» и др.
В 1974—2011 годах работает в Государственном Центральном Музее музыкальной культуры им. М. Глинки, с 1990 года — в филиале ГЦММК Музее-усадьбе Ф. И. Шаляпина, с 1999 года — ведущий научный сотрудник.

## Исследование и возрождение жанра старинного русского романса
В 1980-х годах Уколовы начинают совместную деятельность по возрождению старинного русского романса. Она включает: многостороннее исследование, музыкально-эстетическую реабилитацию жанра, публикацию памятников, издание книг и статей по истории романса, просветительскую деятельность посредством концертов, циклов вечеров, радио- и телепередач, продолжение традиции сочинения романсов.

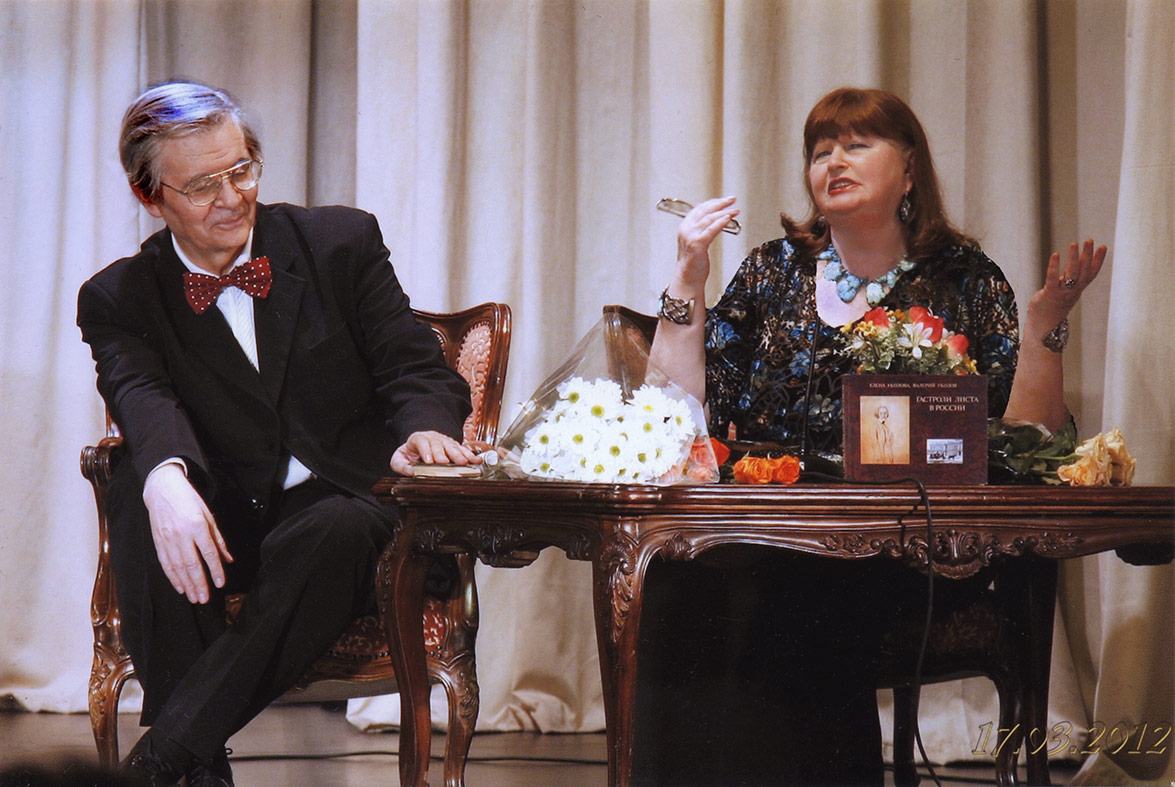
Елена и Валерий Уколовы ведут концерт, посвященный гастролям Листа в России

### Научная деятельность
В 1988 году издательство «Молодая гвардия» опубликовало тиражом 50 тысяч экземпляров их первую крупную совместную работу — книгу «Музыка в потоке времени».
В главе «Судьба Золушки» там впервые предпринята попытка реабилитации жанра старинного романса.

Рассказать о жизни музыки в разные эпохи (начиная с первобытных человеческих обществ), об изменении её жанров и функций, найти исторические параллели многим современным явлениям музыкальной культуры, приблизившись таким образом к пониманию происходящего в сегодняшнем искусстве, — вот основной круг сложнейших задач, которые поставили перед собой В. Уколов и Е. Рыбакина. Заметим, это едва ли не первая за последние годы попытка столь широкого подхода к существу музыки.
— Трошина Г. В поисках выхода // Музыкальная жизнь. — 1989. — № 8.
В 1990—2010-х годах вышли в свет монографии Уколовых, посвящённые жизни и творчеству Бориса Фомина, Бориса Прозоровского, Николая Девитте, Фёдора Шаляпина, Александра Дюбюка, Марии Пуаре, а также очерки о А. Вяльцевой, В. Паниной, Насте Поляковой, Т. Церетели, Т. К. Толстой, Б. С. Шереметеве, М. Шишкове, Н. Кручинине, Н. А. Титове, В. Абазе и многие другие.
Основные результаты работы авторы публиковали в специализированных журналах, например, «Музыкальная жизнь», «Музыка и время» и др., докладывали на конференциях, например, «Пушкинские чтения», «Шаляпинские чтения» и др.
Обнаруженные авторами неизвестные ранее стихи и ноты старинных русских романсов послужили искусствоведам и филологам базой для кандидатских и докторских диссертаций.
Деятельность творческого дуэта характеризует следующая цитата из рецензии в «Литературной газете»:

Вечер вели Елена и Валерий Уколовы, исследователи и исполнители старинных романсов, лауреаты Всероссийского конкурса имени П. Булахова, авторы «Антологии русского романса».
Елена Уколова, кандидат искусствоведения, Валерий Уколов — философ, историк искусства, обучавшийся вокалу у лучших московских педагогов. Делом их жизни стало изучение старинного русского романса — жанра популярного, но годами находившегося под негласным запретом в силу своей «безыдейности» и «буржуазности».
Они вели кропотливую исследовательскую работу в архивах и библиотеках, устанавливали авторство «народных» романсов, открывая забытые имена композиторов и исполнителей. Подобно археологам, бережно очищали от поздних «наслоений» и искажений тексты известных или малоизвестных романсов. Не будет преувеличением назвать эту деятельность на благо отечественной культуры подвижнической.
В 80-е годы они начали вести циклы передач на радио с романтическими названиями — «Листки старинного альбома», «Оттаявшие звуки», «Душа повседневности».
Их было около двухсот. Увлекательные рассказы — путешествия вглубь времен сопровождались исполнением романсов. Эти необычные по своему жанру передачи вызывали живой отклик слушателей.
Тогда же начались и выступления Уколовых перед аудиторией с авторскими программами. Более 400 романсов они исполнили на публике впервые.
— Рябоконь Е. Романы и романсы // Литературная газета. — 2008. — 20 февраля.

### Просветительская деятельность
С целью возрождения жанра старинного русского романса при поддержке Международного фонда гуманитарных инициатив в 1995 году Уколовыми был создан Международный музыкальный и исследовательский центр «Мир романса». Под его эгидой стал выходить альманах «Очи чёрные», в котором Уколовы излагают результаты своих исследований для широкой аудитории.
За годы деятельности творческим дуэтом были опубликованы порядка 80 статей в центральной и местной прессе.
В 1990-е годы Уколовы провели на центральных радиостанциях около 200 радиопередач, посвящённых старинному русскому романсу. Многие из них прошли в циклах «Листки старинного альбома», «Оттаявшие звуки» и «Душа повседневности». На каналах «Культура», ОРТ, НТВ и других вышло свыше 20 телепередач и документальных фильмов об исследованиях Уколовых, а также более десяти телерепортажей с культурных событий, организаторами которых были Уколовы.
С 1986 года по настоящее время Уколовы проводят тематические концертные вечера и циклы вечеров на различных площадках Москвы и других городов России: в концертных залах Политехнического музея, в Доме дружбы с народами зарубежных стран, Доме Ученых, Центральном Доме Архитектора, в ЦДКЖ, ЦДЖ, ЦДРИ, «Столица» (ЦДХ), в подмосковных усадьбах Кусково, Остафьево, Ярополец и др.
Валерий Уколов к каждому вечеру готовил премьеры забытых романсов. Незаурядный певческий голос у него обнаружился в детстве, заниматься вокалом стал с университетских времен, но наибольшую пользу ему принесли занятия с московскими педагогами Л. М. Толгской, П. Г. Мухиным и М. Е. Березиным.
В качестве приглашённых исполнителей на вечерах Уколовых участвовали народные артисты России Алла Баянова, Изабелла Юрьева, Михаил Шишков, Артур Эйзен, Вера Журавлева, Ирина Долженко, Любовь Деметер, Валерий Гава, Борис Василевский, Елена Школьникова, Евгений Дога, Капиталина Лазаренко, Михаил Новохижин, Анна Литвиненко, заслуженные артисты России Татьяна Филимонова, Михаил Мовшович, Сергей Степин, Анатолий Спивак, а также Маргарита Филатова и многие другие.
Вот цитата из статьи об одном из концертов, организованных Уколовыми:

Первый свой абонемент Елена и Валерий Уколовы провели еще в Музее музыкальной культуры имени М.Глинки в 1987 году. Он назывался «Из истории русского старинного романса». Там впервые прозвучал рассказ о лидере советской эстрады 20-х годов Борисе Фомине — авторе «Дорогой длинною», «Только раз бывает в жизни встреча». Слушатели познакомились с творческими биографиями Татьяны Толстой, Марии Пуаре, Юрия Морфесси, Петра Булахова, Бориса Шереметева… Каждый такой вечер был насыщен большим количеством открытий. Ведь об этих русских талантах ничего не было известно.
С 1989 года Елена и Валерий Уколовы — постоянные ведущие радиопередач по истории старинного романса. Те, кто слушает радио, наверняка заметили их постоянные рубрики «Оттаявшие звуки» и «Листки старинного альбома». Эти передачи идут практически по всем каналам, но чаще всего по «Собеседнику». И каждая из сделанных 40 передач несет в себе открытие драгоценных страниц нашей культуры. Именно Уколовы впервые поведали миру о забытом русском поэте — Владимире Чуевском. Имя это никому ни о чем не говорит. Но все знают и любят его романс «Гори, гори, моя звезда». …
В Доме-музее Шаляпина Елена и Валерий Уколовы уже три года ведут цикл вечеров под названием «Ф. Шаляпин и русская дореволюционная эстрада». Семь вечеров посвящены звездам русской эстрады начала века — Варе Паниной, Анастасии Вяльцевой, Саше Давыдову, Юрию Морфесси, Владимиру Сабинину и другим. Даже о тех артистах, о которых кое-что уже напечатано, Елена и Валерий Уколовы рассказывают то, что еще никто не знает. Посетители этих вечеров по сути становятся свидетелями их непрестанного научного поиска. Творческие портреты артистов увлекают проблематичностью, богатством документальных фактов, а главное, воссозданием подлинного репертуара. В тех случаях, когда граммофон не сохранил нам какие-то романсы, их возрождают современные певцы. Так, например, Валерий Уколов восстановил так называемый цыганский репертуар Федора Шаляпина.
— Самолов Г. Старинный романс в Доме Федора Шаляпина // Народный учитель. — 1992. — 5 февраля.
По поводу Творческого вечера Уколовых в ЦДРИ 26 января 1995 года писали:

"Под шум рукоплесканий вышел на эстраду доктор искусствоведения Ю. А. Дмитриев и произнес прямо-таки пламенную речь, высказав то, что чувствовали многие в зале: «Я потрясен. Мне уже 80 лет, но я никогда не был на таком замечательном вечере. Я бы назвал это событием в нашей культурной жизни. А тот громадный вклад, который внесли Уколовы в отечественную культуру, можно сравнить с тем, что сделал А. Н. Афанасьев, собравший свод русских сказок. А каких изумительных певцов они объединили вокруг себя! Хорошо, что есть радиостанция „Собеседник“, которая поддерживает этих энтузиастов-ученых. А что касается их собственного творчества, то его обязательно лет через сто откроют так же, как они сейчас открывают Дюбюка и Пуаре…»
— Давыдов В.А. Воспоминание о романсе // Дворянский вестник. — 1996. — № 2–3 (21–22).
Программу «Романсы пушкинской поры» под названием «Ты не поверишь» Уколовы провели более 30 раз. «Российская музыкальная газета» по поводу вечера «Ты не поверишь» писала:

«Публика давно отвыкла от вечеров такой информационной насыщенности. Премьеры, открытия, находки теснили друг друга…»
— Филатова Н. «Ты не поверишь» // Российская музыкальная газета. — 1999. — № 3.
Книги, теле- и радиопередачи, концерты Е. и В. Уколовых стали темой более сотни статей в центральной и местной прессе.

### Сочинительство
Сочинять песни и романсы и выступать с авторскими концертами Уколовы начали в конце 1970-х годов, Валерий писал стихи, Елена — музыку. Однако научная и просветительская деятельность отодвинули творчество. Вернувшись к нему в 2000-е годы, они снова стали сочинять в стиле старинного русского романса.
В 2003 году они совместно с «Ассоциацией Классическое наследие» провели Всероссийский конкурс имени П. Булахова на лучшее сочинение в жанре старинного романса. Вскоре организовали клуб московских романсистов, с весны 2004 года в Политехническом музее, в Сокольниках и Кузьминках стали проводить ежегодные фестивали современного романса «Белая акация».
Романсы Уколовых публиковались в журналах «Музыкальная жизнь» и «Народное творчество».
В 2005 году вышёл первый авторский сборник нот «Романс в старинном стиле», под этим же общим названием они выпустили 4 альбома на компакт-дисках.
В их творческом багаже 97 романсов. Многие из них звучат в уколовских концертах и фестивалях.
В 2014 году их романс «Разве можно забыть» стал финалистом в Международном конкурсе «Время петь».

### 300-летие русско-голландских отношений (1996 год)
4 июля 1996 года, в дни празднования 300-летия российского флота и русско-голландских отношений, Уколовы провели вечер в Доме дружбы с народами зарубежных стран, посвящённый забытому российскому музыканту голландского происхождения Николаю Девитте.

На этот раз любителей романса ждало нечто неожиданное и исключительное. Все романсы исполнялись впервые после векового перерыва, и все принадлежали одному и тому же, до сих пор никому не знакомому композитору далекой пушкинской эпохи. В самом деле, что может сказать нам имя Николая Девитте?
Создавая Антологию старинного русского романса, Елена и Валерий Уколовы давно заметили ту возвышенность идеалов и вместе с тем почти бардовскую доступность, которая отличает этого пока неведомого музыканта. Впервые собранные вместе, романсы убеждали в том, что сочинить их мог только человек огромного музыкального таланта и особой душевной чистоты.
С каждым романсом, с каждой кадрилью и мазуркой Девитте у слушателя крепла уверенность в том, что это имя воскрешается надолго, что эта музыка не устарела. Её хочется слушать ещё и ещё. В этом, разумеется, большая заслуга исполнителей Валерия Уколова, заслуженной артистки России Веры Журавлёвой и Александры Широковой, которые сумели ярко передать то, о чем с таким знанием, любовью и теплом рассказывала Елена Уколова.
Кстати, пора уже специально отметить уникальное соединение исследовательского и артистического талантов во всём, что делают Елена и Валерий Уколовы. Может быть, в этом и есть главный секрет их известности и успехов?
Присутствовавший на вечере академик С. О. Шмидт убеждённо и горячо назвал вечер «культурно-историческим событием». А посол Королевства Нидерланды барон де Вос Стейнвейк остроумно заметил, что успеху концерта сопутствовал и этот замечательный зал, украшенный фресками и скульптурой.
— Заславская Н. Мы стали богаче // Вечерняя Москва. — 1996. — 19 июля.

### Гипотеза об авторстве «Конька-Горбунка»
Исследования Елены и Валерия Уколовых требовали глубокого погружения в исторический и культурный контекст той эпохи, в которой жили и творили изучаемые ими музыканты. Это нередко приводило к находкам, не относящимся напрямую к романсу, но имеющим несомненную культурную ценность.
В 2001 году вышла их книга о Николае Девитте «Распятый на арфе». В этой монографии Уколовы предположили, что автором известной сказки «Конёк-Горбунок» является Николай Девитте, и выдвинули ряд соображений в защиту этой версии. Гипотеза встретила критику в научном сообществе, но, тем не менее, получила широкую известность..

### Романс и юбилеи
Уколовы начали традицию празднования юбилеев известных романсистов: Б. Фомина, П. Булахова, А. Дюбюка, Б. Прозоровского, М. Пуаре и др. Они участвовали в открытии надгробных памятников П. Булахову и А. Дюбюку на Ваганьковском кладбище.
Романсовые программы Уколовых звучали в таких общекультурных юбилеях, как 850-летие Москвы, 500-летие Арбата, 400-летие романа Сервантеса «Дон Кихот», юбилей Московской обороны.
С презентации первого тома Антологии старинного романса «Романсы пушкинской поры», состоявшейся 14 ноября 1996 года в Доме дружбы с народами зарубежных стран, Международный Пушкинский комитет начал празднование 200-летия А. С. Пушкина. Презентация этого труда состоялась также в Российском и Петербургском фонде культуры.

### Песни-тройки
В 2009 году издательство «Современная музыка» опубликовало книгу с собранными Уколовыми песнями (стихи и клавиры ста памятников), посвящёнными тройке — традиционному и любимому в России виду транспорта. Там же была обстоятельно изложена история тройки как транспорта и история появления и развития песни о тройке как самостоятельного песенного жанра.

### Книги Е. и В. Уколовых
- Уколов В.С., Рыбакина Е. Л. Музыка в потоке времени. — М.: Молодая гвардия, 1988. — 318 с. — ISBN 5-235-00046-3.
- Уколова Е. Л. Из Семейного Альбома Шиловских — старинные романсы: для голоса в сопровождении фортепиано. — М.: Музыка, 1994. — 80 с.
- Уколова Е. Л., Уколов В.С. Собрание старинных русских романсов. Том 1. Романсы пушкинской поры. Массовое издание. — М.: Издательство МАИ, 1996. — 352 с. — ISBN 5-7035-1301-4.
- Уколова Е. Л., Уколов В.С. Собрание старинных русских романсов. Том 2.Романсы московского гуляки. — М.: Издательство МАИ, 1997. — 368 с. — ISBN 5-7035-1952-7.
- Уколова Е. Л., Уколов В.С. Счастливый неудачник. Романсы и судьба Бориса Фомина. — М.: Издательство МАИ, 2000. — 208 с. — ISBN 5-7035-2389-3.
- Уколова Е. Л., Уколов В.С. Очи черные. Альманах. Вып. 1. — М.: Издательство Международного фонда гуманитарных инициатив, 2001.
- Уколова Е. Л., Уколов В.С. Распятый на арфе. — М.: Издательство МАИ, 2001. — 368 с. — ISBN 5-7035-2329-X. — о Н. Девитте
- Уколова Е. Л., Уколов В.С. Очи черные. Альманах. Вып. 2. — М.: Издательство Международного фонда гуманитарных инициатив, 2002. — 112 с. — ISBN 5-901781-02-3.
- Уколова Е. Л., Уколов В.С. Графиня Маруся. Судьба артистки Марии Пуаре. — М.: Издательство Международного фонда гуманитарных инициатив, 2002. — 176 с. — ISBN 5-901781-01-5.
- Уколова Е. Л., Уколов В.С. Очи черные. Альманах. Вып. 3. — М.: Издательство Международного фонда гуманитарных инициатив, 2003.
- Уколова Е. Л., Уколов В.С. Душа без маски. — М.: Издательство Международного фонда гуманитарных инициатив, 2004. — 240 с. — о Ф. Шаляпине
- Уколова Е. Л., Уколов В.С. Романсы в старинном стиле. 23 романса Елены и Валерия Уколовых. — М.: Издательство Международного фонда гуманитарных инициатив, 2005. — 48 с.
- Уколова Е. Л., Уколов В.С. Очи черные. Альманах. Вып. 4. — М.: Издательство Международного фонда гуманитарных инициатив, 2005. — 232 с. — ISBN 5-901781-07-4.
- Уколова Е. Л., Уколов В.С. Романсы и судьба Бориса Прозоровского. — М.: Современная музыка, 2007. — 214 с. — ISBN 5-93138-102-3.
- Уколова Е. Л., Уколов В.С. Очи черные. Альманах. Вып. 5. — М.: Издательство Международного фонда гуманитарных инициатив, 2008. — 296 с. — ISBN 5-901781-09-0.
- Уколова Е. Л., Уколов В.С. Ехали на тройке с бубенцами. 100 песен-троек. — М.: Современная музыка, 2009. — 320 с. — ISBN 979-0-706353-68-5.
- Уколова Е. Л., Уколов В.С. Счастливый неудачник. Романсы и судьба Бориса Фомина. — М.: Современная музыка, 2010. — 284 с. — ISBN 978-5-93138-104-X.
- Уколова Е. Л., Уколов В.С. Гастроли Листа в России. Иллюстрированная хроника. — М.: Издательство Международного фонда гуманитарных инициатив, 2012. — 294 с. — ISBN 978-5-901781-11-1.
- Уколова Е. Л., Уколов В.С. Александр Дюбюк Музыкальные забавы для фортепьяно. — М.: Издательство Международного фонда гуманитарных инициатив, 2012. — 48 с. — ISBN 978-5-901781-10-4.
- Уколова Е. Л., Уколов В.С. Герои «Атлантиды» и тайны старинных романсов. — М.: Современная музыка, 2016. — 370 с.

### Статьи Е. и В. Уколовых в специализированных журналах
- Уколова Е.Л., Уколов В.С. Пушкин глазами князя Горчакова. Неизвестные воспоминания о Пушкине // Вопросы литературы. — 1989. — № 12.
- Уколова Е.Л., Уколов В.С. День и ночь роняет сердце ласку // Музыкальная жизнь. — 1990. — № 3. — о Борисе Фомине.
- Уколова Е.Л., Уколов В.С. Забытые имена. «Я к вам когда-нибудь вернусь» // Музыкальная жизнь. — 1994. — № 8. — о Марии Пуаре.
- Уколова Е.Л., Уколов В.С. О, жизнь моя, постой, не уходи // Музыкальная жизнь. — 1995. — № 3. — о Т. К. Толстой.
- Уколова Е.Л., Уколов В.С. На языке для всех родном. К 200-летию Н. Цыганова // Музыкальная жизнь. — 1998. — № 8.
- Уколова Е.Л., Уколов В.С. В гостях у Печкина // Музыкальная жизнь. — 2000. — № 10.
- Уколова Е.Л., Уколов В.С. Нестареющий дедушка. К 200-летию Н.А. Титова // Музыка и время. — 2000. — № 5.
- Уколова Е.Л., Уколов В.С. «Так редко поют красиво». К 100-летию Тамары Церетели // Музыка и время. — 2000. — № 5.
- Уколова Е.Л., Уколов В.С. Н. Кручинин и его «Цыганская консерватория» // Музыка и время. — 2002. — № 2.
- Уколова Е.Л., Уколов В.С. В гостях у веселого маэстро Дюбюка // Музыка и время. — 2002. — № 1.
- Уколова Е.Л., Уколов В.С. Рыцарь романса // Музыка и время. — 2002. — № 6. — о Борисе Фомине.

## Избранные публикации о деятельности Е. и В. Уколовых
- Трошина Г. В поисках выхода // Музыкальная жизнь. — 1989. — № 8.
- Артамонов М. Спасти от забвения // Музыкальная жизнь. — 1992. — № 6.
- Вечер Анастасии Вяльцевой // Российская музыкальная газета. — 1997. — № 2.
- Филатова Н. Эх, дубинушка, ухни // Российская музыкальная газета. — 1998. — № 2.
- Тихомиров В. Первая книга о Борисе Фомине // Музыкальная жизнь. — 2001. — № 3.
- Карпова Н. Пока не поздно, это надо сохранить // Музыка и время. — 2001. — № 3.
- Конкурс старинного романса // Музыкальная жизнь. — 2002. — № 11.
- Сорокоумовская М. Забытый гений золотого века // Музыка и время. — 2003. — № 1.
- Русак С. В стиле старинного романса // Музыкант. — 2003. — № 4.
- Алиханова Н. Писал, как живет и жил, как пишет // Музыкальная жизнь. — 2005. — № 7.
- Рябоконь Е. Арбатского романса старинное шитье // Арбатские вести. — 2007. — № 6.
- Шабордина И.В. Композитор Н.Девитте. 150 лет забвения // Актуальные проблемы высшего музыкального образования. — 2010. — № 4.